# Lasciarsi andare
Lasciarsi andare è un singolo del rapper italiano CoCo, pubblicato il 26 aprile 2016 come quarto estratto dal primo mixtape La vita giusta per me.

## Video musicale
Il videoclip, girato a Londra, è stato pubblicato il 26 aprile 2016 attraverso il canale YouTube della Roccia Music.

## Tracce
Testi e musiche di Corrado Migliaro, Luca Imprudente e Guido Parisi.
1. Lasciarsi andare – 4:28